# Oraesia
Oraesia é um gênero de traça pertencente à família Arctiidae.